# Cnodacophora subarctica
Cnodacophora subarctica är en tvåvingeart som beskrevs av Merritt och Peterson 1976. Cnodacophora subarctica ingår i släktet Cnodacophora och familjen skridflugor. Inga underarter finns listade i Catalogue of Life.